# Vlag van Iwate

Vlag van Iwate (ratio 2:3)

De prefecturale vlag van Iwate bestaat uit een grijsblauw vlak met een wit gestileerd kanji 岩 [iwa] (wat "rots" betekent) in de symmetrische vorm in het midden, die staat voor de ontwikkeling van de prefectuur tot een welvarende en zeer leefbare prefectuur. De prefecturale vlag werd op 6 maart 1965 aangenomen.